# Блистающий мир (фильм)
«Блистающий мир» — советский широкоформатный кинофильм 1984 года по мотивам одноимённого романа и рассказов Александра Грина, режиссёра Булата Мансурова.

## Сюжет
В цирке города Зурбаган неожиданно появляется таинственный незнакомец — Друд, обладающий способностью летать. Многие присутствуют на этом представлении, однако лишь несколько человек задумываются о происходящем: клоун Арси, светская красавица Руна и её отец Садди Даугавет, миллиардер, тайный правитель страны. По приказу богача его брат — министр тайной полиции Чаппи Даугавет — арестовывает Друда.
Садди пытается узнать тайну летающего человека, однако тот совершенно не интересуется мирскими благами. Вместе с тем Друд не тяготится и пребыванием в тюрьме, однако Руна побуждает юношу бежать и предлагает ему встретиться на тайном острове, принадлежащем отцу. По пути туда летающий человек знакомится со смотрителем маяка Стеббсом, от которого узнаёт о Садди Дауговете и его жестоких экспериментах. Одним из этих опытов является демонстрация заката Солнца девушке Тави, которую до этого восемнадцать лет воспитывали в полной темноте.
Результат эксперимента разочаровывает Дауговета и его приятелей. Тогда они решают ликвидировать девушку как ненужный материал. Однако Друд приходит на помощь Тави. Это вызывает ревность у Руны, и она идёт на соглашение со своим отцом в деле поимки летающего человека…

## В ролях
- Тийт Хярм — Друд
- Илзе Лиепа — Руна, дочь Садди Дауговета
- Павел Кадочников — Садди Дауговет — миллиардер, тайный правитель государства / Чаппи Дауговет — министр тайной полиции
- Юлле Тудре — Тави, дочь служителя маяка
- Лев Прыгунов — Гратисс
- Александр Вокач — Грантом, психолог Садди Дауговета
- Леонтий Полохов — Стеббс, служитель маяка
- Глеб Стриженов — Арси, клоун
- Владимир Ферапонтов — Агассиц, директор цирка
- Юрий Катин-Ярцев — доктор Стивви
- Игорь Старыгин — Галль, поклонник Руны
- Алексей Фофлин — мальчик

## Съёмочная группа
- Автор сценария и режиссёр-постановщик: Булат Мансуров
- Оператор-постановщик: Николай Васильков
- Художники: Давид Виницкий, Сергей Воронков
- Композитор: Александр Луначарский

## Награды
- 1986 — специальный приз международного Кинофестиваля научно-фантастических фильмов в Порту.